# 新日本製鐵堺硬式野球部
新日本製鐵堺硬式野球部（しんにほんせいてつさかいこうしきやきゅうぶ）は、大阪府堺市に本拠地を置き、日本野球連盟に加盟していた社会人野球の企業チームである。ホームグラウンド（練習場）は、新日本製鐵堺製鐵所敷地内に存在した新日鐵堺球場。

## 概要
1966年に八幡製鐵の堺製鐵所で『八幡製鐵堺硬式野球部』として創部。
1970年、富士製鐵と八幡製鐵が合併し新日本製鐵が発足。これに伴い、チーム名を『新日本製鐵堺硬式野球部』に改称した。
1974年、都市対抗野球に初出場し、松下電器から補強した山口高志の活躍もあってベスト4に進出した。翌1975年には、日本選手権にも初出場を果たした。
1980年代に入ると、1980年から5年連続で日本選手権、1982年から4年連続で都市対抗野球に出場する。1981年には、JABA徳山大会で初優勝を達成している。1987年に野茂英雄が入部すると、翌1988年の都市対抗野球および日本選手権でベスト8、1989年の都市対抗野球ではベスト4まで進出した。
1994年、鉄鋼不況の影響から同年シーズン限りで室蘭野球部、光野球部とともに堺野球部の休部を決定した。年間約2億円という運営費がネックになったという。シーズン終了後、部員27人のうち14人は名古屋野球部、広畑野球部、八幡野球部などに移籍した。
2003年、社会人野球の縮小を憂慮した当チーム出身の野茂英雄らによって、若い野球選手たちに活動の場を提供すべく新日鐵堺球場をホームグラウンドとするクラブチームのNOMOベースボールクラブが設立された（現在は、本拠地を兵庫県豊岡市へ移転）。
2008年3月21日付けで、正式に解散となった。

## 沿革
- 1966年 - 八幡製鐵の堺製鐵所で『八幡製鐵堺硬式野球部』として創部。
- 1970年 - 母体の合併により新日本製鐵が発足したのに伴い、チーム名を『新日本製鐵堺硬式野球部』に改称。
- 1974年 - 都市対抗野球に初出場（ベスト4）。
- 1975年 - 日本選手権に初出場。
- 1994年 - 休部。
- 2008年 - 解散。

## 主要大会の出場歴・最高成績
- 都市対抗野球大会 - 出場9回
- 社会人野球日本選手権大会 - 出場8回
- JABA徳山大会 - 優勝1回（1981年）

## 主な出身プロ野球選手
- 尾西和夫（投手） - 1975年ドラフト2位で近鉄バファローズに入団
- 平山正人（投手） - 1976年ドラフト4位で阪急ブレーブスに入団
- 峯本達雄（外野手） - 1976年ドラフト4位で阪神タイガースに入団
- 中出謙二（捕手） - 1977年ドラフト1位で南海ホークスに入団
- 尾花髙夫（投手） - 1977年ドラフト4位でヤクルトスワローズに入団
- 野茂英雄（投手） - 1989年ドラフト1位で近鉄バファローズに入団
- 馬場敏史（内野手） - 1989年ドラフト5位で福岡ダイエーホークスに入団
- 南真一郎（投手） - 1994年ドラフト3位で近鉄バファローズに入団
- 後藤光貴（投手） - 休部に伴い大和銀行に移籍し、1999年ドラフト7位で西武ライオンズに入団